# Fenella Woolgar
Fenella Woolgar (Londra, 4 agosto 1969) è un'attrice britannica.

## Biografia
Ha intrapreso la sua carriera agli inizi del 2000 e ha preso parte ai film di Woody Allen Scoop (2006) e Incontrerai l'uomo dei tuoi sogni (2010). Inoltre ha preso parte al settimo episodio della quarta stagione di Doctor Who, nel ruolo della scrittrice Agatha Christie.
È sposata ed ha tre figli.

## Filmografia parziale

### Cinema
- Bright Young Things, regia di Stephen Fry (2003)
- Stage Beauty, regia di Richard Eyre (2004)
- Il segreto di Vera Drake (Vera Drake a Talk), regia di Mike Leigh (2004)
- Scoop, regia di Woody Allen (2006)
- St. Trinian's, regia di Oliver Parker e Barnaby Thompson (2007)
- Incontrerai l'uomo dei tuoi sogni (You Will Meet a Tall Dark Strangers), regia di Woody Allen (2010)
- Turner, regia di Mieke Leigh (2014)
- Bella giornata per un matrimonio (Cheerful Weather for the Wedding), regia di Donald Rice (2012)
- Vittoria e Abdul (Victoria and Abdul), regia di Stephen Frears (2017)
- Judy, regia di Rupert Goold (2019)
- Mr. Jones, regia di Agnieszka Holland (2019)

### Televisione
- Poirot (Agatha Christie's Poirot) - serie TV, episodi 7x02-12x03 (2000-2010)
- Eroica, regia di Simon Cellan Jones - film TV (2003)
- Jekyll - miniserie TV, 6 episodi (2007)
- Doctor Who - serie TV, 1 episodio (2008)
- Silk - serie TV, 1 episodio (2011)
- Case Histories - serie TV, 1 episodio (2011)
- Home Fires - serie TV, 12 episodi (2015-2016)
- Guerra e pace (War & Peace) - miniserie TV, 3 puntate (2016)
- Harlots - serie TV, 4 episodi (2017)
- L'ispettore Barnaby (Midsomer Murders) - serie TV, episodio 20x05 (2018)
- Inside No. 9 - serie TV, 1 episodio (2018)
- L'amore e la vita - Call the Midwife (Call the Midwife) - serie TV, 33 episodi (2018-2022)

## Doppiaggio
- BioShock 2 (2010) - voce di Sofia Lamb
- High-Rise - La rivolta (High-Rise), regia di Ben Wheatley (2015)